# Georges-Frédéric de Waldeck
Pour les articles homonymes, voir Waldeck.
Le prince Georges-Frédéric de Waldeck (né le 31 janvier 1620 à Arolsen, mort le 19 novembre 1692 à Arolsen) est un feld-maréchal allemand et un général néerlandais.

## Biographie
En 1641, Waldeck entre au service des États généraux des Pays-Bas. En 1651 au service de l'État du Brandebourg, et atteint le plus haut rang en devenant ministre. Il bouleverse complètement la politique étrangère en rompant l'alliance avec l'Empereur et en essayant de forger une coalition avec les princes protestants.

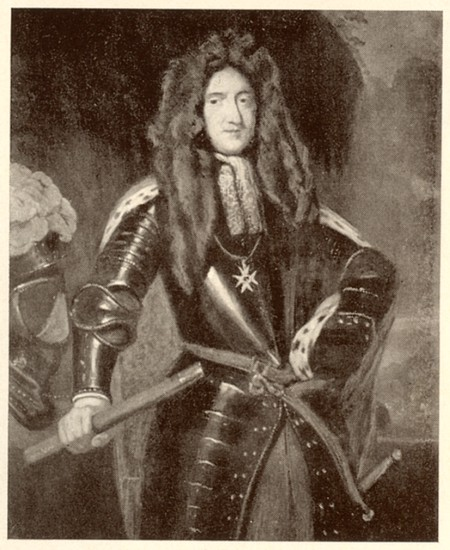
Georg Friedrich von Waldeck-Eisenberg

En 1656, il s'allie avec la Suède, et commande la cavalerie à la bataille de Varsovie contre la Pologne. Il est licencié en 1658 quand l'électeur de Brandebourg fait la paix avec la Pologne.
Après cela, il combat sous les ordres de Charles X Gustave de Suède contre le Danemark, en tant que feld-maréchal allemand en 1664 près de Saint-Gothard. En 1683, il commande les troupes bavaroises lors de la bataille de Vienne. En 1685, il combat pour le compte du duc de Lorraine et de l'Électeur de Bavière.
Après le départ de Guillaume d'Orange pour réclamer le trône d'Angleterre en 1688, Waldeck est nommé commandant en chef des forces néerlandaises dans les Pays-Bas espagnols pendant la guerre de la Ligue d'Augsbourg. Victorieux à la bataille de Walcourt en 1689, il subit une cuisante défaite à la bataille de Fleurus, l'année suivante.
En 1691, il est de nouveau battu par le maréchal de Luxembourg à la bataille de Leuze. Après cette défaite, Waldeck est nommé chef d'État major de l'armée néerlandaise. Il décède le 19 novembre 1692 à Arolsen.

## Famille
Il est le fils de fils du comte Wolrad IV de Waldeck (1588-1640) et d'Anne de Bade-Durlach (1587-1649).
Il se marie le 29 novembre 1643 à Culemborg avec Élisabeth-Charlotte de Nassau-Siegen, fille du comte Guillaume de Nassau-Hilchenbach (1592–1642) et de Christine d'Erbach (1596-1646). Ils ont les enfants suivants :
- Wolrad Christian (1644–1650)
- Frédéric Guillaume (1649–1651)
- Louise Anne (1653–1714), mariée avec Georges IV d'Erbach-Fürstenau.
- Charlotte Amélie (1654–1657)
- Charles Guillaume (1657–1670)
- Charles Gustave (1659–1678)
- Sophie-Henriette de Waldeck (1662–1702), mariée avec Ernest III de Saxe-Hildburghausen (1655-1715).
- Albertine Élisabeth (1664–1727), mariée avec Philippe-Louis d'Erbach-Erbach